# Glee (2.ª temporada)
A segunda temporada da série de televisão comédia-drama musical Glee foi ao ar entre 21 de setembro de 2010 e 24 de maio de 2011 na Fox nos Estados Unidos.  A temporada de 22 episódios foi produzida pela 20th Century Fox Television e Ryan Murphy Television, com os produtores executivos Dante Di Loreto e os co-criadores Ryan Murphy e Brad Falchuk, com o co-criador da outra série, Ian Brennan, como co-produtor executivo.  .

## Enredo
Depois da derrota devastadora nas Regionais - ficando em último lugar - o Glee Club e Will, voltam para a escola, mas infelizmente, ao contrário do que pensavam, ninguém ainda gosta deles, o que será difícil de aguentar no dia-a-dia da escola. Um ano novo letivo se inicia, e já que um aluno do clube do coral foi transferido, e eles agora estão com onze integrantes, sendo que precisam de doze para competir, tentam de tudo recrutar novas pessoas para entrar no clube do coral, mas não será tão fácil assim, já que o Glee club continua sendo o mais ridicularizado do colégio e todos os integrantes do mesmo continuam levando suco gelado na cara. Mesmo assim, eles conseguem dois interessados: Sam Evans (Chord Overstreet), um garoto propenso a se tornar o novo Finn Hudson da escola e Sunshine Corazón (Charice Pempengco), uma intercambista das Filipinas que é uma excelente cantora. No fim, Sam não faz a audição para não ser ridicularizado e Rachel assusta Sunshine tanto que ela acaba por pedir transferência e entra no Vocal Adrenaline, o principal rival do Novas Direções. Porém logo depois, Sam entra para o coral, ignorando as zombações e o bullying de todos, e acaba se apaixonando por Quinn, que depois de dar á luz a sua filha e doá-la a mãe de Rachel volta a ser a capitã das Cheerios. Uma nova treinadora de futebol aparece e a princípio expulsa Finn do time por achar que ele estava zombando dela, quando na verdade ele só queria ajudar Artie a entrar para o time. Finn e Rachel estão juntos novamente, mas Kurt continua apaixonado por Finn, e para tentar se aproximar dele, ele apresenta seu pai á mãe de Finn. Os dois começam a namorar e na metade da temporada se casam. Kurt acaba perdendo a paixão por Finn, e continua sofrendo bullying na escola por ser gay. Ele sofre tanto por isso que acaba pedindo transferência para uma escola particular só de garotos onde conhece Blaine Anderson (Darren Criss), por quem desencadeará uma nova paixão. Emma se casa com um dentista, para desgosto de Will, e o mesmo se relaciona amorosamente com uma professora substituta do colégio. Competindo contra o coral do novo colégio de Kurt, o Novas Direções usa a tática de dar solos para alunos menos valorizados no clube. Assim, Sam e Quinn, já namorando, cantam um dueto e Santana canta um solo. Eles acabam empatando nas eliminatórias para as Regionais em primeiro lugar com os Warbles, coral do colégio de Kurt. Logo após a vitória, Finn termina com Rachel novamente por ela ter o traído com Puck, depois de descobrir que Finn transou com Santana no ano anterior. Sue fica tão obcecada em ganhar o campeonato de líderes de torcida que acaba pondo a vida de Brittany em risco, fazendo com que ela, Santana e Quinn saiam do time. Nas Regionais, o Novas Direções, cantando músicas compostas por eles mesmos, ganham e se classificam para as Nacionais, que nesse ano serão em Nova York. Santana começa a ter dúvidas sobre sua sexualidade, e acaba se descobrindo apaixonada por Brittany, mas a loira escolhe Artie, seu namorado desde o início da temporada. Sam termina com Quinn e ela volta com Finn, começando de vez sua campanha para ser a Rainha do Baile, com Finn sendo o Rei. Kurt e Blaine começam a se envolver amorosamente, e Santana convence Kurt a voltar a estudar no McKinley. Na semana do baile, Jesse volta e tenta reatar com Rachel, que inicialmente recusa, mas depois o leva como seu acompanhante no baile, para desgosto de Finn, que ainda gosta dela. No baile, Dave Karofsky, o valentão que ridicularizou Kurt por que também era gay e não conseguia lidar com isso é eleito como Rei do Baile e Kurt é eleito como Rainha, para sua humilhação. Finn e Jesse brigam por causa de Rachel e são expulsos da festa, fazendo Quinn culpar Rachel por sua derrota na eleição de Rainha do Baile. Na semana das Nacionais, a irmã mais velha de Sue, Jean, que tem síndrome de Down, vem a falecer, deixando Sue muito triste, já que sua irmã era a única pessoa que ela realmente amava. O clube só coral faz uma a homenagem a Jean, fazendo Sue dar uma trégua ao Novas Direções. Finn termina com Quinn, revelando que ainda tem sentimentos por Rachel, deixando Quinn extremamente brava, ao ponto de ela tentar sabotar a apresentação do coral nas Nacionais, mas Santana e Brittany a impedem. O coral parte para Nova York, e ficam presos no hotel para compor suas músicas para as Nacionais. Rachel e Kurt, que agora são melhores amigos combinam que irão estudar artes em Nova York depois de se formarem. Finn convida Rachel para um encontro, e tenta beijá-la, mas ela recua. Porém, no dueto dos dois na apresentação das Nacionais, os dois se beijam na frente da plateia, custando ao Novas Direções a vitória. No final eles ficam em 12.° lugar. Depois que voltam a Lima, Rachel e Finn reatam o namoro, e outro ano letivo chega ao fim.

## Recepção
A segunda temporada teve altos índices de audiência, tendo os episódios "Britney/Brittany" e "The Sue Sylvester Shuffle" como os mais assistidos da temporada (o primeiro com 13,51 milhões de telespectadores), sendo o segundo (11.º da temporada) o mais visto da série com 26,80 milhões de telespectadores, e exibido após o Super Bowl, fazendo Glee se tornar a série com o episódio pós-Super Bowl mais caro na história da televisão americana. A temporada também introduziu, pela primeira vez, músicas originais feitas pela série, e todas foram apresentadas no episódio "Original Song", além do primeiro beijo entre dois personagens de mesmo sexo em uma série teen, com Kurt e Karofsky (episódio "Never Been Kissed"), e um relacionamento LGBT entre Kurt e Blaine (a partir do episódio "Original Song" também). O último episódio, "New York", foi inteiramente gravado em Nova York, fechando pontos turísticos como a Times Square e o Central Park, e acumulando uma quantidade absurda de fãs assistindo as gravações de perto. A segunda temporada traz diversas homenagens, como à Britney Spears (no segundo episódio), à clássica peça The Rocky Horror Show (no quinto episódio), e à Lady Gaga (no décimo oitavo episódio). Sendo acompanhada do lançamento do DVD Glee: The Complete Second Season, do compilado Glee: The Music, The Complete Season Two, e dos álbuns Glee: The Music, Volume 4; Glee: The Music e Volume 5; Glee: The Music, Volume 6.

## Elenco

### Elenco Principais
- Dianna Agron como Quinn Fabray (22 episódios)
- Chris Colfer como Kurt Hummel (22 episódios)
- Jessalyn Gilsig como Terri Del Monico (4 episódios)
- Jane Lynch como Sue Sylvester (21 episódios)
- Jayma Mays como Emma Pillsbury (21 episódios)
- Kevin McHale como Artie Abrams (22 episódios)
- Lea Michele como Rachel Berry (22 episódios)
- Cory Monteith como Finn Hudson (22 episódios)
- Heather Morris como Brittany Pierce (22 episódios)
- Matthew Morrison como Will Schuester (22 episódios)
- Mike O'Malley como Burt Hummel (5 episódios)
- Amber Riley como Mercedes Jones (22 episódios)
- Naya Rivera como Santana Lopez (22 episódios)
- Mark Salling como Noah Puckerman (20 episódios)
- Jenna Ushkowitz como Tina Cohen-Chang (22 episódios)

### Elenco recorrente
- Dot-Marie Jones como Shannon Beiste (11 episódios)
- Iqbal Theba como Sr. Figgins (12 episódios)
- Charice como Sunshine Corazón (3 episódios)
- Harry Shum Jr. como Mike Chang (22 episódios)
- Chord Overstreet como Sam Evans (21 episódios)
- Max Adler como David Karofsky (10 episódios)
- James Earl como Azimio (10 episódios)
- Darren Criss como Blaine Anderson (16 episódios)
- Romy Rosemont como Carole Hudson (3 episódios)
- Ashley Fink como Lauren Zizes (16 episódios)
- Josh Sussman como Jacob Ben Israel (2 episódios)
- Lauren Potter como Becky Jackson (10 episódios)

### Estrelas Convidadas
- Gwyneth Paltrow como Holly Holiday (3 episódios)
- John Stamos como Dr. Carl Howell (4 episódios)
- Jonathan Groff como Jesse St. James (3 episódios)
- Cheyenne Jackson como Dustin Goolsby (3 episódios)
- Carol Burnett como Doris Sylvester (1 episódio)
- Kristin Chenoweth como April Rhodes (1 episódio)
- Stephen Tobolowsky como Sandy Ryerson (1 episódio)
- Kent Avenido como Howard Bamboo (1 episódio)
- Britney Spears como ela mesma (1 episódio)

## Episódios
| N.º na série | N.º na temp. | Título                                                               | Dirigido por        | Escrito por                                                          | Exibição original       | Cód. de produção | Audiência (milhões) |
| --- | ------------ | -------------------------------------------------------------------- | ------------------- | -------------------------------------------------------------------- | ----------------------- | ---------------- | ------------------- |
| 23 | 1            | "Audition" "(A Audição)" (BR)                                        | Brad Falchuk        | Ian Brennan                                                          | 21 de setembro de 2010  | 2ARC01           | 12,45               |
| Após perderem as Regionais, o Glee Club está de volta ao nível mais baixo da McKinley High. Quando a escola se vê frente a novos cortes de orçamento, devido ao fato da nova treinadora de futebol pedir mais orçamento para o time, Mr. Shuester pressiona os alunos a ajudarem a recrutar novos membros para o clube. Enquanto Finn tenta trazer Sam, um aluno novato, Rachel tenta impedir que Sunshine entre, por medo de perder os seus solos. No fim, Sam não tem coragem de fazer a audição e Sunshine é transferida e entra no Vocal Adrenaline. Tina termina com o Artie e ele pede ajuda à Finn para entrar no time de futebol para reconquistá-la, mas a nova treinadora acha que é uma brincadeira e tira Finn do time. Enquanto isso, Quinn volta para as líderes de torcida. |              |                                                                      |                     |                                                                      |                         |                  |                     |
| 24 | 2            | "Britney/Brittany" "(Britney e Brittany)" (BR)                       | Ryan Murphy         | Ryan Murphy                                                          | 28 de setembro de 2010  | 2ARC02           | 13,51               |
| Quando Brittany e os demais membros tentam convencer Mr. Schuester a deixá-los executarem um número da Britney Spears, ele fica relutante, por achar que ela não é um bom exemplo. Enquanto isso, um inseguro Will está curioso sobre o novo namorado de Emma, Dr. Carl Howell, então ele convence Emma a trazê-lo para a escola para conversar com os garotos sobre higiene dental. Enquanto o doutor inspira as garotas a levar sua higiene pessoal mais a sério, Will passa a se sentir pior consigo mesmo. Brittany tem um sonho enquanto está anestesiada, em que ela canta uma música de Britney Spears. Ela conta pra Santana, que também leva uma anestesia e tem um sonho com Brittany. A partir daí, as duas passam a ser mais decididas. E não são só as duas que têm sonhos: Artie e Rachel também têm, e começam a ver as coisas de um modo diferente. Will finalmente cede, e eles aprensentam "Toxic" para a escola. Sue acha ruim, liga o alarme de incêndio e deixa todos apavorados. Mesmo com protestos de Kurt, eles desistem de apresentar Britney Spears. |              |                                                                      |                     |                                                                      |                         |                  |                     |
| 25 | 3            | "Grilled Cheesus" "(Fé)" (BR)                                        | Alfonso Gomez-Rejon | Brad Falchuk                                                         | 5 de outubro de 2010    | 2ARC03           | 11,20               |
| Finn tem uma crise existencial quando ele acredita que vê o rosto de Jesus em seu sanduíche de queijo grelhado. Ele passa a orar para ele e sugere que o Glee tenha uma semana dedicada a músicas religiosas. Kurt, que é ateu, não concorda. Apesar disso, quando seu pai tem um infarto, os membros cantam para tentar fazer com que ele melhore. Mas Kurt não gosta do que o Glee está fazendo, e reclama com o diretor Figgins, que proíbe isso. Sue também se questiona sobre o que acredita, e conversa sobre isso com sua irmã Jean. Finn ora para o sanduíche, e pede para ser o novo quarterback. Sam então machuca o ombro e Finn vira o quarterback. E ele novamente ora, pedindo para tocar nos seios da Rachel; eles conversam e ela permite o toque. Mas ele se sente mal por Sam ter se machucado, e pede conselhos a Emma, que diz a ele que não existe nada de especial no sanduíche. Finn canta, no clube do coral, uma canção sobre perder sua fé. Alguns alunos do clube do coral ficam indignados, se perguntando se estavam proibidos de cantar músicas religiosas, mas não de cantar músicas sobre perder a religião. Kurt mostra a todos, cantando "I Want To Hold Your Hand", o quanto sente falta de seu pai, que melhora milagrosamente. |              |                                                                      |                     |                                                                      |                         |                  |                     |
| 26 | 4            | "Duets" "(Duetos)" (BR)                                              | Eric Stoltz         | Ian Brennan                                                          | 12 de outubro de 2010   | 2ARC04           | 11,36               |
| Depois que Puck é preso, Will organiza uma competição entre os integrantes do clube, valendo um jantar pago em um restaurante para os dois que cantarem o melhor dueto. Rachael convence Finn a desistir de tentar ganhar para fazer com que Sam vença e se sinta parte do clube, cantando, assim, uma música chata e ofensiva. Enquanto isso, Kurt canta sozinho, cantando como homem e mulher ao mesmo tempo. Santana e Mercedes cantam juntas, e Tina e Mike cantam um ótimo dueto. Enquanto isso, Artie e Brittany começam a desenvolver um romance. Sam e Quinn vencem, e vão ao restaurante, e Quinn diz a Sam que ele deve pagar, por ser um cavalheiro e que aquilo era um "primeiro encontro". |              |                                                                      |                     |                                                                      |                         |                  |                     |
| 27 | 5            | "The Rocky Horror Glee Show" "(O Show de Rocky Horror do Glee)" (BR) | Adam Shankman       | História por : Ryan Murphy & Tim Wollaston Roteiro por : Ryan Murphy | 26 de outubro de 2010   | 2ARC05           | 11,76               |
| Mr. Schue faz o Glee Club performar "The Rocky Horror Show" para o musical anual da McKinley, ao saber que é a peça preferida de Emma. Eles encontram dificuldades por algumas pessoas acharem que a peça é forte demais para ser apresentada em uma escola. Finn não quer atuar, pois terá que ficar só de cueca em várias cenas, e tem vergonha de seu corpo. Mas Rachel o ajuda a superar isso. Para "adaptar-se ao figurino", Finn decida andar só de cueca pela escola, o que causa conplicações com Figgins. Sue tenta se aproveitar disso para denunciar o clube por conteúdo inadequado, mas falha, já que Will decide cancelar a apresentação para a escola e fazer apenas para eles mesmos. |              |                                                                      |                     |                                                                      |                         |                  |                     |
| 28 | 6            | "Never Been Kissed" "(Nunca Fui Beijado)" (BR)                       | Bradley Buecker     | Brad Falchuk                                                         | 9 de novembro de 2010   | 2ARC06           | 10,99               |
| Will organiza uma competição entre os garotos e garotas do clube, em que cada grupo terá que cantar um mash-up com canções típicas do sexo oposto. Finn e Sam descobrem como "esfriar" as coisas quando estão "namorando": pensar na treinadora Beiste em momentos e roupas constrangedoras, e logo os meninos (e, estranhamente, Tina) estão fazendo isso. Will fica sabendo disso, e acha que, se Beiste souber, ficará muito magoada, e mantém segredo. Enquanto isso, Kurt passa por dificuldades com a perseguição de Dave Karofsky. Kurt visita a Dalton Academy, um internato para meninos, que será o concorrente nas seletivas. Lá, Kurt conhece Blaine, que também é gay e ajuda Kurt, incentivando-o a enfrentar Karofsky. Kurt o enfrenta no vestiário masculino, deixando Karofsky muito bravo, tanto que Dave beija Kurt, em um possível momento de confusão. Puck tenta ajudar Artie como forma de não ter que voltar para o reformatório. Will não aguenta mais, e conta a Beiste o que os meninos (e Tina) estavam fazendo. Beiste fica tão magoada que se demite, provocando grande alegria em Sue, que tem seu orçamento reparado. Mas Will conversa com Beiste, e ela diz que nunca foi beijada, por ser considerada esquisita, e Will a beija, fazendo-a pedir readmissão. |              |                                                                      |                     |                                                                      |                         |                  |                     |
| 29 | 7            | "The Substitute" "(A Substituta)" (BR)                               | Ryan Murphy         | Ian Brennan                                                          | 16 de novembro de 2010  | 2ARC07           | 11,70               |
| Quando Mr. Schuester fica doente, uma professora substituta dá aulas de espanhol e, a pedido de Kurt, comanda o Glee Club, conseguindo assim conquistar todos do "New Directions", deixando-os cantar o que quiserem. Enquanto isso, quando o Diretor Figgins também fica doente, Sue é nomeada a nova diretora e usa o seu poder na escola, proibindo os bolinhos de batata, o que causa grande revolta em Mercedes. Rachel conta a Will que a substituta está comandando o Glee Club, e Will tenta ter o emprego de volta. Mas Sue, como diretora, demite Will e promove a substituta, Holly Holiday, como a professora de espanhol e nova diretora do Glee Club. Enquanto isso, Mercedes fica com ciúmes de Kurt, que passa muito tempo com Blaine, e tem ilusões, pois está com muita falta dos bolinhos de batata. Em protesto, ela enfia bolinhos de batata no carro de Sue, que fica muito nervosa com os estragos no carro. Assim ela demite Holly, por Mercedes ser sua aluna. Karofsky aborda Kurt no corredor, pergunta se ele falou para alguém sobre o beijo e o ameaça, dizendo que vai matá-lo caso ele conte a alguém. Sue é, então, promovida a diretora permanentemente, pois muitos pais aprovaram sua iniciativa de lanches saudáveis, e o Conselho Estudantil despede Figgins. Sue tenta demitir Beiste, mas não consegue, pois sem o time de futebol as Cheerios não poderiam torcer para ninguém. Will volta a seu cargo, e pede ajuda de Holly para mordenizar "Singing in the Rain". Ela faz isso, criando um mash-up de "Singing In the Rain" e "Umbrella". |              |                                                                      |                     |                                                                      |                         |                  |                     |
| 30 | 8            | "Furt" "(O Casamento)" (BR)                                          | Carol Banker        | Ryan Murphy                                                          | 23 de novembro de 2010  | 2ARC08           | 10,38               |
| Kurt inicia a organização do casamento de seu pai, Burt, com a mãe de Finn, Carole, e continua passando por problemas com um homofóbico; alguns membros do clube e Burt tentam ajudar, enfrentando Karofsky. Enquanto isso, Finn tenta provar que ainda é um líder, depois de ter perdido a posição de quarterback para Sam. Quando sabe que Rod, jornalista com quem havia saído, vai se casar, Sue decide fazê-lo também, com ela mesma, e sua mãe, Doris, aparece para uma visita surpresa. |              |                                                                      |                     |                                                                      |                         |                  |                     |
| 31 | 9            | "Special Education" "(A Nova Seccional)" (BR)                        | Paris Barclay       | Brad Falchuk                                                         | 30 de novembro de 2010  | 2ARC09           | 11,68               |
| Chegaram as Seletivas. Este ano, a competição inclui The Hipsters e Dalton Academy Warblers. Com Kurt na Dalton Academy, o New Directions recruta Lauren Zizes, graças à Puck, como décima segunda membro, para poder competir. Com o conselho de Emma, Will utiliza membros que pouco destacaram nas outras apresentações do clube, para dar a todos uma oportunidade, mas Rachel, Finn e Mercedes não concordam. Rachel conta para Finn que ainda é virgem e diz que eles estão se guardando um para o outro. Mas Santana conta para ela que Finn havia mentido sobre não ter perdido a virgindade com ela no ano anterior. O clube Glee e Dalton Academy Warblers fazem incríveis apresentações de seletivas. The Hipsters fica em terceiro lugar. O Clube Glee e The Warblers ficam em primeiro, empatados. Rachel beija Puck como vingança, mas depois se arrepende e conta o que havia feito para Finn, que termina com ela, pois considera que perdeu a virgindade quando estava separado de Rachel, mas ela beijou Puck enquanto estavam namorando. |              |                                                                      |                     |                                                                      |                         |                  |                     |
| 32 | 10           | "A Very Glee Christmas" "(Feliz Natal)" (BR)                         | Alfonso Gomez-Rejon | Ian Brennan                                                          | 7 de dezembro de 2010   | 2ARC10           | 11,07               |
| Finn tenta trazer um pouco do Natal para McKinley. Artie descobre que Brittany ainda acredita no Papai Noel e pede ajuda ao clube para que ela não se decepcione, o que se torna mais difícil quando ela pede que ele volte a andar. Enquanto isso, os professores sorteiam seus amigos secretos e Sue manipula para que todos tirem seu nome. Quando eles descobrem e pegam os presentes de volta, ela estraga toda a decoração do Glee Club e os pega de volta, por vingança. A treinadora Beiste faz com que o pedido de Brittany se realize, na medida do possível. Sue e o Glee Club passam o natal com Mr. Schue. |              |                                                                      |                     |                                                                      |                         |                  |                     |
| 33 | 11           | "The Sue Sylvester Shuffle" "(A Queda de Sue Sylvester)" (BR)        | Brad Falchuk        | Ian Brennan                                                          | 6 de fevereiro de 2011  | 2ARC11           | 26,80               |
| Mr. Schuester e a treinadora Beiste elaboram um plano para reunir o coral e a equipe de futebol do McKinley High e tentar resolver as diferenças entre os grupos. A Final do Campeonato chega e a situação do Time não está fácil, e isso faz com que Pinn façam as pazes. Enquanto isso, Sue tenta desesperadamente ganhar as Nacionais, lançando um plano perigoso para conseguir trazer o troféu para casa. Quando é impedida de fazer o que deseja pelo Diretor Figgins, ela se irrita e consegue mudar o dia em que as Nacionais das líderes de torcida será realizado para o mesmo da final do campeonato de futebol americano. Então os membros do Novas Direções realizam uma performance com o mash-up de "Thriller" e "Heads Will Roll" durante o intervalo do jogo e as líderes de torcida que fazem parte do clube têm que escolher entre os dois. Depois Quinn agradece a Finn por tê-la aconselhado a optar pelo Glee Club e o beija. |              |                                                                      |                     |                                                                      |                         |                  |                     |
| 34 | 12           | "Silly Love Songs" "(Canções de Amor)" (BR)                          | Tate Donovan        | Ryan Murphy                                                          | 8 de fevereiro de 2011  | 2ARC12           | 11,58               |
| Chegou o Dia dos Namorados. Quinn e Finn ficam muito próximos, colocando em risco o namoro dela com Sam. Rachel revela para Finn que ainda o ama, mas ele tem seus olhos em Quinn. Puck percebe que está apaixonado por Lauren, mas não será tão fácil assim conquistá-la. Enquanto isso, Blaine diz que está apaixonado por alguém e Kurt acha que é ele, mas acaba se decepcionando. Santana fala o que quer para o Glee Club, mas acaba ouvindo o que não quer. Ela então briga com Lauren e, para se vingar de todos, beija um garoto que tem mononucleose, uma doença a qual ela é imune, e logo depois beija Finn, que, sem saber, a passa para Quinn, deixando os dois doentes e a suspeita de que tenham se beijado. Kurt convida o Glee para uma festinha do Dia dos Namorados. |              |                                                                      |                     |                                                                      |                         |                  |                     |
| 35 | 13           | "Comeback" "(A Volta)" (BR)                                          | Bradley Buecker     | Ryan Murphy                                                          | 15 de fevereiro de 2011 | 2ARC13           | 10,53               |
| Emma acha o diário de Sue e acha que ela pode tentar se matar. Com a ajuda de Will, a encontram antes que isso aconteça. Em sua tentativa de ajudar, Mr. Schue convida Sue para participar do Novas Direções. Dentro do clube, ela tenta "destruí-lo por dentro", armando intrigas entre os membros. Depois, Will a leva para visitar e cantar com crianças doentes em um hospital. Rachel tenta se lançar entre a classe dos populares do McKinley High com uma pequena ajuda de Brittany. Enquanto isso, Sam dá início a uma Experiência Justin Bieber, para tentar reconquistar Quinn. Vendo que a ideia está agradando as garotas, outros membros do clube decidem participar também. Sue sugere uma canção para ser cantada pro todos, inclusive por ela, e eles querem cantá-la nas Regionais, apesar de Rachel sugerir que escrevam uma canção inédita. Santana convence Sam de que Quinn o havia traído e, apesar dela ter decidido deixar Finn e dito que queria ficar com ele, termina com ela e passa a sair com Santana. |              |                                                                      |                     |                                                                      |                         |                  |                     |
| 36 | 14           | "Blame It on the Alcohol" "(A Culpa é do Álcool)" (BR)               | Eric Stolz          | Brad Falchuk                                                         | 22 de fevereiro de 2011 | 2ARC14           | 10,58               |
| O diretor Figgins organiza uma semana para alertar o corpo estudantil a respeito dos perigos do uso de álcool por menores de idade e convida o Novas Direções para uma apresentação que o ajude nessa campanha. Mas alunos do clube organizam uma festa na casa de Rachel, onde acabam bebendo demais e fazendo um "jogo da garrafa", onde Rachel e Blaine se beijam. Ela passa então a se interessar por ele, que está confuso com relação a sua sexualidade e decide "experimentar", o que não agrada a Kurt. Enquanto isso, Schuester e Beiste iniciam uma pequena diversão em um CountryBar, onde ele acaba bebendo demais e em uma confusão liga para Sue, achando que é Emma e se declara. Aproveitando a situação, Sue grava o que ele diz. Para disfarçar a ressaca, Rachel prepara uma mistura de várias bebidas para eles tomarem antes da apresentação para a escola, o que não cai muito bem para Brittany, que vomita em cima dela no palco. Apesar do que aconteceu, o clube recebe um "parabéns" do diretor, que informa que o acontecido na apresentação assustou os alunos e não estão tendo mais problemas com excesso de bebidas na escola. Sue, para humilhar Will, utiliza a rádio da escola em horário de aula e coloca a gravação para todos ouvirem o que ele falou. |              |                                                                      |                     |                                                                      |                         |                  |                     |
| 37 | 15           | "Sexy" "(Sexy)" (BR)                                                 | Ryan Murphy         | Brad Falchuk                                                         | 8 de março de 2011      | 2ARC15           | 11,92               |
| Holly Holliday retorna ao McKinley High como professora substituta de Sexologia e Will parece vê-la com outros olhos. Emma passa a organizar o Clube do Celibato, enquanto discute com Carl algumas questões sobre sua vida pessoal. Enquanto isso, Holly incentiva Santana a se abrir para sua bissexualidade. Lauren beija Puck e os dois decidem fazer um vídeo de sexo, mas Holly os convence a desistir. Santana confessa seus sentimentos para Brittany e diz que só quer ficar com ela, mas Brittany prefere Artie. Holly pergunta a Emma se ela ainda está apaixonada por Will e ela não consegue responder, o que faz com que Carl se irrite e provoca um rompimento entre os dois. |              |                                                                      |                     |                                                                      |                         |                  |                     |
| 38 | 16           | "Original Song" "(Canção Original)" (BR)                             | Bradley Buecker     | Ryan Murphy                                                          | 15 de março de 2011     | 2ARC16           | 11,15               |
| Com as Regionais se aproximando, Will recebe uma carta dizendo que eles não poderão apresentar "Sing", como tinham planejado. Ele pede então ideias para os integrantes do New Directions. Rachel novamente sugere que eles cantem canções originais e o grupo inicialmente discorda, até que Quinn a apoia e convence os outros, se oferecendo para compor uma canção com ela. Mas, ao apoiar Rachel, Quinn estava apenas colocando em prática o seu plano de mantê-la por perto, para impedir que ela estrague seus planos de voltar com Finn e de ser a Rainha do Baile. Enquanto isso, na Dalton Academy, Kurt reclama com Blaine sobre o fato de todos os solos serem dele e, logo depois, Pavarotti, o canário que lhe foi dado para que cuidasse, tem um derrame. No dia seguinte, na reunião dos Warbles, Kurt vai vestido de preto, e informa que está de luto pela morte do canário. Assim, ele apresenta "Blackbird". Blaine sugere para todos que os dois cantem um dueto nas Regionais, o que é aceito. No Colégio McKinley, Santana encontra Brittany perto dos armários, e diz que não terminou seu namoro com Sam. Ao abrirem seus armários, as duas são atingidas por barro, colocado lá por Sue. Will começa uma reunião para que o New Directions consiga escrever boas músicas, e depois de alguns fracassos, eles escrevem "Loser Like Me", que expressa a humilhação que eles passam todos os dias, principalmente por causa de Sue. Em um dos ensaios do dueto, Blaine admite para Kurt que só sugeriu que o fizessem para passarem mais tempo juntos, se declara para ele e os dois se beijam. Rachel se encontra com Quinn no auditório para sua composição, onde Quinn diz o que pensa, cruelmente, para Rachel, que diz que não irá desistir de Finn e que vai compor sozinha. Rachel usa seu sofrimento como inspiração para compor, sozinha em seu quarto. Nas Regionais, o Aural Intensity é o primeiro a se apresentar, seguido pelos Warbles; o New Directions é o terceiro. Os juízes se reúnem para decidir o vencedor e, quando a esposa do governador, que estava bêbada, anuncia que foi o New Directions, Sue lhe dá um soco. Kurt e Blaine fazem o enterro na Pavarotti, no qual ele diz que lembrou-se do enterro de sua mãe, e lamenta por não terem vencido. Blaine o consola. Rachel e Quinn se acertam. Will decide criar uma votação após todas as competições, na qual os membros votam para eleger quem foi o destaque da noite entre eles; Rachel vence por unanimidade e agradece o apoio dos outros. |              |                                                                      |                     |                                                                      |                         |                  |                     |
| 39 | 17           | "A Night of Neglect" "(A Noite da Negligência)" (BR)                 | Ian Brennan         | Carol Banker                                                         | 19 de abril de 2011     | 2ARC17           | 9,80                |
| O Novas Direções precisa de dinheiro para ir as Nacionais, assim como o grupo de decatlo acadêmico que Artie, Mike, Tina e Brittany formaram, para ir para as finais de sua competição. Holly sugere que eles organizem um show beneficente, no qual irão apresentar apenas canções de artistas que consideram negligenciados, e a ideia é aceita. Enquanto isso, Sue recruta pessoas que têm raiva de Will e/ou do glee club - Sandy, ex-responsável pelo clube, Terri, ex-mulher de Will, e Dustin, treinador do Vocal Adrenaline - para que a ajudem a prejudicá-los; ela os chama de "Liga da Destruição". Sunshine se oferece para se apresentar no show. Rachel a acusa de estar espionando, mas ela nega e diz que pode trazer os seus 600 seguidores no Twitter, o que convence os outros. Lauren diz a Mercedes que ela não está conquistando o respeito dos outros membros do clube, e ela passa a agir como "diva", fazendo várias exigências. Carl entra com um pedido de anulação do casamento com Emma, considerando que este nunca foi consumado, e Will a consola. Pouco antes do show, Blaine, Kurt e Santana têm uma discussão com Karofsky. Os membros do clube descobrem que Sunshine e seus seguidores não vêm, e há poucas pessoas na plateia; ainda assim, se apresentam. Alguns alunos, por ordem de Sue, xingam Tina, a primeira a entrar no palco. Will distribui balas para distraí-los e, durante o intervalo, Holly conversa com eles e mostra que o que estão fazendo é errado. Mercedes desiste de se apresentar, mas Rachel a procura, as duas conversam sobre o que a incomoda e ela decide cantar. Holly termina o namoro com Will. Sandy se arrepende e decide arcar com os gastos da viagem. |              |                                                                      |                     |                                                                      |                         |                  |                     |
| 40 | 18           | "Born This Way" "(Eu Nasci Assim)" (BR)                              | Alfonso Gomez-Rejon | Brad Falchuk                                                         | 26 de abril de 2011     | 2ARC18           | 8,62                |
| Will acha que os alunos do clube do coral não estão muito bem na dança, por isso exige que todos dancem, mas Finn, acidentalmente, quebra o nariz de Rachel. Will usa a música de Lady Gaga para ajudar os membros do clube a se aceitarem. Ele também incentiva Emma a tratar-se, procurando um terapeuta. Lauren passa a competir com Quinn para ser a rainha do baile, enquanto Rachel cogita fazer uma rinoplastia, com a desculpa de melhorar a voz para as Nacionais. Santana descobre o segredo de Karofsky e o usa para convencê-lo a fingir que estão juntos já que são homossexuais, na tentativa de também ter uma chance de tornar-se a rainha do baile e reatar com Brittany. Os dois decidem criar um grupo conta bullying, que irá patrulhar a escolha, como forma de impedir que este aconteça. Ele conversa com Kurt e o convence a retornar para a McKinley High. Kurt recebe uma homenagem dos Warblers. Lauren descobre um segredo íntimo que Quinn não era realmente bonita e que seu verdadeiro nome era lucy Quinn Fabray e espalha para toda a escola, Rachel desiste de fazer a rinoplastia e assim como os outros escreve seu defeito em uma camiseta, Emma começa a procurar tratamento |              |                                                                      |                     |                                                                      |                         |                  |                     |
| 41 | 19           | "Rumours" "(Boatos)" (BR)                                            | Tim Hunter          | Ryan Murphy                                                          | 3 de maio de 2011       | 2ARC19           | 8,85                |
| Brittany lança um programa na internet chamado "Fondue for Two", com o objetivo de receber convidados para fofocar, e Mercedes e Tina são as primeiras convidadas. Durante o programa, ela conta que Santana "joga no outro time". Sue decide reabrir o jornal da escola e publica rumores e invenções. Rachel convida Sam para ir com ela ao baile, mas ele não aceita. April Rhodes retorna para tentar convencer Will a participar de seu novo projeto: um musical escrito por ela mesma, sobre sua vida. Artie e Brittany rompem; ela, então, convida Santana para ir ao seu programa, onde se declararia e a convidaria para ir ao baile com ela. Santana aceita, mas depois desiste. Finn e Quinn passam por problemas de confiança no relacionamento e ela o diz que, se quiser continuar o namoro, não poderá fazer um dueto com Rachel nas Nacionais. O glee club descobre que Sam está passando por sérios problemas financeiros. |              |                                                                      |                     |                                                                      |                         |                  |                     |
| 42 | 20           | "Prom Queen" "(A Rainha do Baile)" (BR)                              | Eric Stoltz         | Ian Brennan                                                          | 10 de maio de 2011      | 2ARC20           | 9,29                |
| A campanha para rei e rainha do baile torna-se cada vez mais intensa. Quando a banda convidada para o baile não pode comparecer, o diretor Figgins pede ao Novas Direções que fique responsável pelas apresentações, o que desagrada Sue, que está organizando as festividades. Artie quer reconquistar Brittany; ele a convida para ir ao baile, mas ela não aceita e diz que irá sozinha e dançar com os pares dos outros. Mercedes fica chateada por não ter sido convidada para ser a acompanhante de alguém, então Rachel sugere que as duas vão juntas, com Sam, que aceita a ideia depois que lhe dizem que têm todas as despesas resolvidas. Jesse reaparece e conversa com Rachel, pedindo seu perdão; ela aceita que ele vá ao baile com ela, Mercedes e Sam. Jesse e Finn brigam durante o baile, por causa de Rachel, e são expulsos. Karofsky é eleito o rei do baile e Kurt, a rainha. Kurt sente-se ofendido, mas supera com a ajuda de Blaine e decide aceitar a coroação. As candidatas se chateiam por não terem sido eleitas, e Quinn dá um tapa em Rachel, culpando-a pela derrota, mas Rachel reage com delicadeza. Quando a dança entre o rei e a rainha do baile é anunciada, Kurt diz à Karofsky que aquela era a oportunidade perfeita para ele se assumir, mas Karofsky vai embora, e Kurt dança com Blaine, seu acompanhante. |              |                                                                      |                     |                                                                      |                         |                  |                     |
| 43 | 21           | "Funeral" "(O Funeral)" (BR)                                         | Bradley Buecker     | Ryan Murphy                                                          | 17 de maio de 2011      | 2ARC21           | 8,97                |
| Will contrata Jesse para ajudar o New Directions a escolher o que vão apresentar nas Nacionais, mas ele deixa alguns membros irritados com seus comentários (principalmente Finn). Sue conta a Will que sua irmã, Jean, havia falecido, por causa de uma pneumonia. Kurt e Finn conversam com ela e oferecem ajuda para os preparativos do funeral e organização das coisas que eram de Jean em seu quarto no asilo. No funeral, o New Directions faz uma apresentação em homenagem à Jean, com a música "Pure Imagination", do Willy Wonka & the Chocolate Factory. Logo depois do funeral, Finn termina com Quinn para ficar com Rachel, mas depois a vê beijando Jesse. Finn diz que ficou surpreso por Quinn não sair do New Directions por causa do término do namoro e ela responde dizendo que assim o plano dela para Nova York não seria concluído. |              |                                                                      |                     |                                                                      |                         |                  |                     |
| 44 | 22           | "New York" "(Nova York)" (BR)                                        | Brad Falchuk        | Brad Falchuk                                                         | 24 de maio de 2011      | 2ARC22           | 11,80               |
| O Novas Direções viaja para Nova York para competir nas Nacionais. Como haviam decidido apresentar canções originais e ainda não as tinham escrito, Will diz para ficarem no quarto do hotel para compor. Enquanto isso, ele faz uma visita à Broadway, sem que eles saibam. Sem inspiração, os membros do clube decidem deixar o hotel para explorar a cidade. Incentivado por Puck e Sam, Finn convida Rachel para um encontro. Enquanto estão em um restaurante, eles encontram Patti LuPone, uma conhecida artista da Broadway. Os garotos do glee fazem uma serenata para Rachel e Finn tenta beijá-la, mas ela rejeita. No dia seguinte, ela sai com Kurt e eles visitam o palco de Wicked. Santana e Brittany conversam com Quinn e ela deixa de lado a ideia de sabotar a apresentação nas Nacionais. Os membros do clube descobrem que Will está indo para a Broadway e ficam chateados, mas ele diz que não vai mais embora e eles compõem as canções juntos. A competição começa, com 50 clubes concorrendo. Sunshine e Rachel conversam. Antes de entrarem no palco, Rachel diz para Finn que ainda está interessada nele, mas que seu sonho de ser uma artista famosa é sua prioridade. Mesmo assim, eles se beijam depois do seu dueto, diante da plateia. Depois, Jesse diz que os juízes não irão gostar do beijo e isso irá lhes custar as Nacionais, mas Finn diz que ele está apenas com ciúmes. Depois que a lista com o top 10 é divulgada, eles descobrem que não estão nela, pois terminaram na 12º posição. Depois do retorno para Lima, Kurt sai com Blaine para falar sobre o que havia acontecido e eles encontram-se com Sam e Mercedes, que estão saindo juntos secretamente. Finn sente-se culpado por ter beijado Rachel no palco, mas ela o consola. Ela repete que irá optar pela carreira quando chegar a hora, mas ele diz que ainda falta um ano para terminarem a escola e os dois se beijam novamente. |              |                                                                      |                     |                                                                      |                         |                  |                     |